# Tordera (Granyanella)
Tordera és un nucli de població de 6 habitants pertanyent al municipi de Granyanella (Segarra). Està situat al nord de la Curullada, en direcció al poble el Canós, a l'antic terme de l'Aranyó.
L'estructura arquitectònica de Tordera té forma de ferradura, amb les cases que la constitueixen unides i deixant una sola entrada que dona accés a la plaça del General Güell. Aquesta plaça és voltada gairebé tota per seients de pedra, i solament s'hi pot accedir per una sola entrada.
Fins a mitjans del segle xix fou un municipi independent. La seva església parroquial (Sant Pau de Tordera) és sufragània de la de Sant Pere de la Curullada. A la part de sota de l'església, hi ha el cementiri vell. A Cervera es guarda una marededeu, asseguda, del segle xii, que procedeix d'aquest poble.
Al segle xvi en tenien la senyoria els Sacirera. A la fi del segle xv entrà a la senyoria dels Saportella i al segle xviii, dels Vilallonga.